# NGC 3687
NGC 3687 is een balkspiraalstelsel in het sterrenbeeld Grote Beer. Het hemelobject werd op 22 februari 1789 ontdekt door de Duits-Britse astronoom William Herschel.

## Synoniemen
- UGC 6463
- MCG 5-27-73
- MK 736
- ZWG 156.78
- KUG 1125+297
- PGC 35285